# جدول (پیاده‌رو)

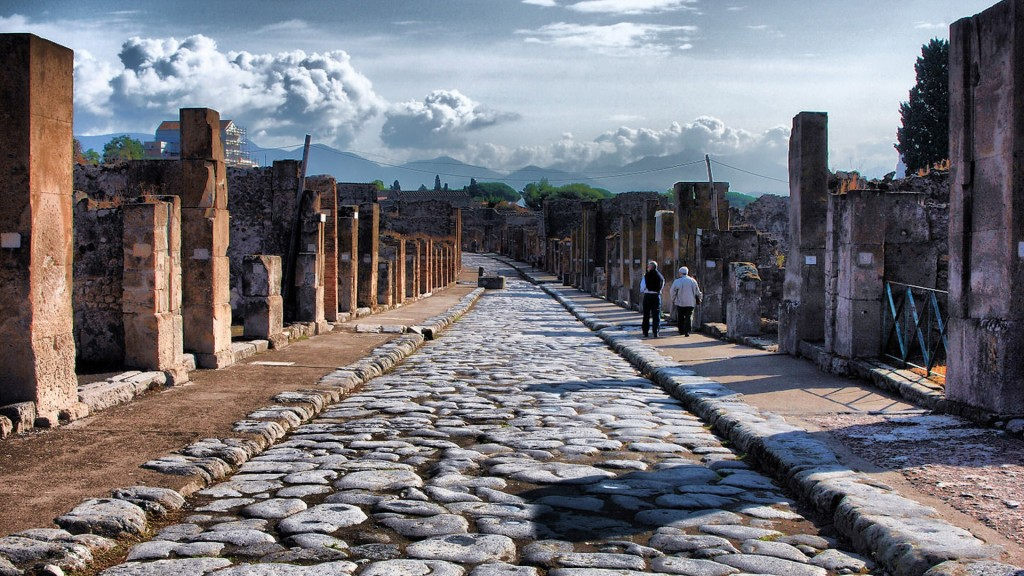
لبه‌های سنگی و پیاده‌روهای برافراشته در دو سوی جاده سنگفرشی ۲۰۰۰ ساله در پمپئی، ایتالیا

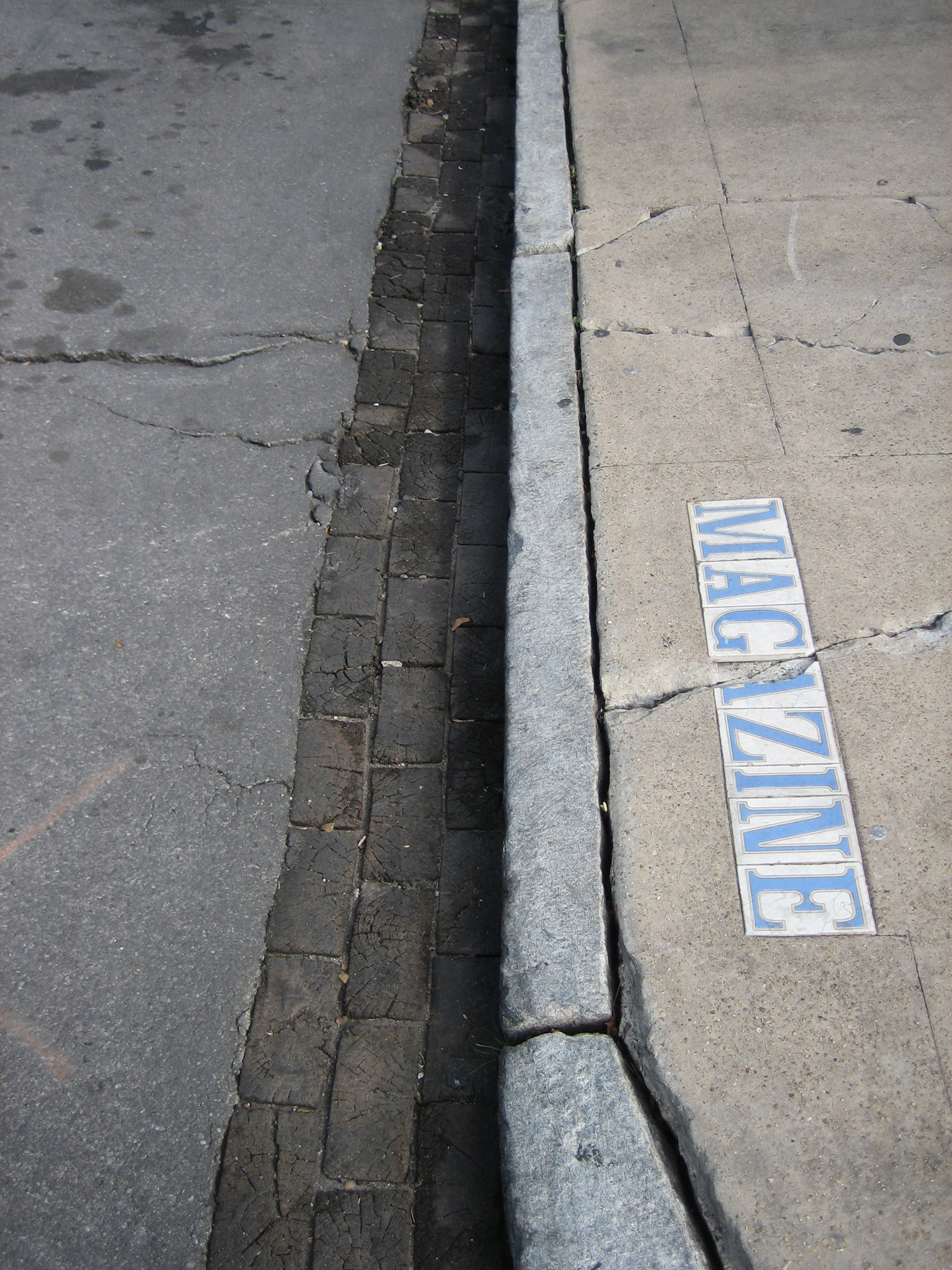
حاشیه ای با نام خیابان در پیاده‌رو در نیواورلئان

جدول (Curb در آمریکای شمالی و Kerb در کشورهای همسود به جز کانادا)، لبه‌ای است که در آن پیاده‌رو یا جاده بلندتر و دیواره میانی با یک خیابان یا جاده دیگری برخورد می‌کند.

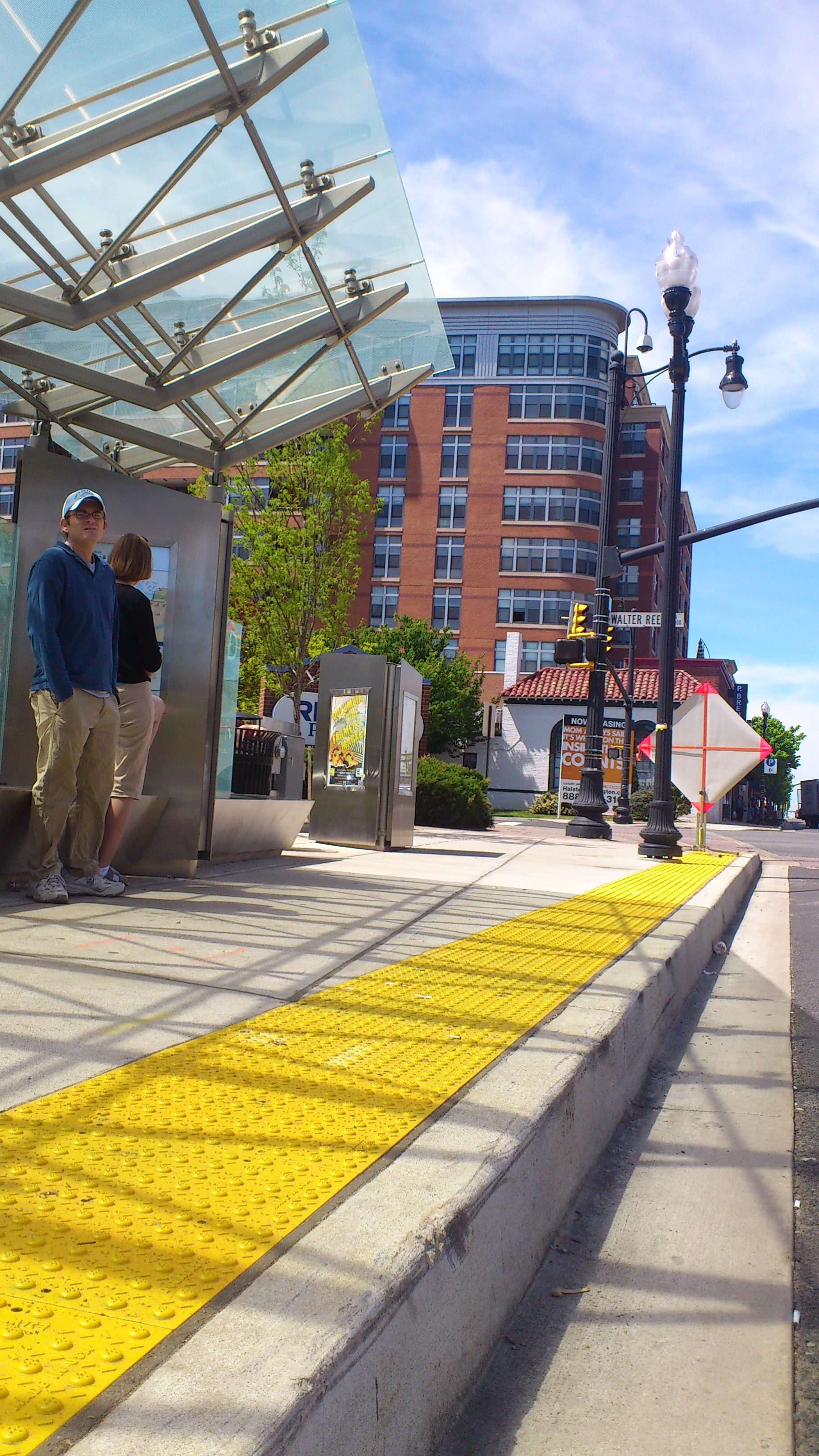
جدول بلندی که برای سوارشدن به وسایل نقلیه ترابری عمومی طراحی شده‌است.